# Xã Duck Creek, Quận Stoddard, Missouri
Xã Duck Creek (tiếng Anh: Duck Creek Township) là một xã thuộc quận Stoddard, tiểu bang Missouri, Hoa Kỳ. Năm 2010, dân số của xã này là 3.492 người.